# دايسوكي هوشي
دايسوكي هوشي (باليابانية: 星 大輔) (10 ديسمبر 1980 في طوكيو في اليابان – )؛ هو لاعب كرة قدم ياباني سابق كان يلعب كلاعب وسط.

## وصلات خارجية
- دايسوكي هوشي على موقع رابطة كرة القدم اليابانية للمحترفين (اليابانية)
- دايسوكي هوشي على موقع قاعدة بيانات كرة القدم.إي يو (الإنجليزية)
- دايسوكي هوشي على موقع Soccerway.com (الإنجليزية)
- دايسوكي هوشي على موقع عالم كرة القدم.نت (الإنجليزية)